# 리처드 D. 재넉
리처드 대릴 재넉(영어: Richard Darryl Zanuck 1934년 12월 13일 ~ 2012년 7월 13일)는 미국의 영화 제작자이다. 브루스 베러스퍼드 감독과 함께 제작한 《드라이빙 미스 데이지》(1989)로 제62회 아카데미 작품상과 제47회 골든 글로브 뮤지컬 코미디 부문 작품상을 수상했다. 이외의 대표작으로 《사운드 오브 뮤직》(1965), 《죠스》(1975), 《이상한 나라의 앨리스》(2010)가 있다.
아버지는 20세기 폭스의 창립자인 대릴 F. 재넉이고 어머니는 배우 버지니아 폭스이다. 스탠퍼드 대학교 재학 시절부터 영화계에 발을 들였다. 2012년에 로스앤젤레스 베벌리힐스의 자택에서 심장마비로 사망하였다. 향년 79세

## 작품 목록
| 연도 | 제목                                                                                  | 감독               |
| ---- | ------------------------------------------------------------------------------------- | ------------------ |
| 1959 | 강박충동 Compulsion                                                                   | 리처드 플라이셔    |
| 1961 | 성역 Sanctuary                                                                        | 토니 리처드슨      |
| 1962 | 채프먼 보고서 The Chapman Report                                                      | 조지 큐커          |
| 1965 | 사운드 오브 뮤직 The Sound of Music                                                   | 로버트 와이즈      |
| 1973 | 스네이크 Sssssss                                                                      | 버나드 L. 카월스키 |
| 1974 | 슈가랜드 특급 The Sugarland Express                                                   | 스티븐 스필버그    |
| 1974 | 검은 풍차 The Black Windmill                                                          | 돈 시걸            |
| 1974 | 페트롭카에서 온 소녀 The Girl from Petrovka                                           | 로버트 엘리스 밀러 |
| 1975 | 아이거 빙벽 The Eiger Sanction                                                        | 클린트 이스트우드  |
| 1975 | 죠스 Jaws                                                                             | 스티븐 스필버그    |
| 1977 | 맥아더 MacArthur                                                                      | 조지프 사전트      |
| 1978 | 죠스 2 Jaws 2                                                                         | 자노 슈와르크      |
| 1980 | 아일랜드 The Island                                                                   | 마이클 리치        |
| 1981 | 이웃 여인 Neighbors                                                                   | 존 G. 아빌드센     |
| 1982 | 심판 The Verdict                                                                      | 시드니 루멧        |
| 1985 | 코쿤 Cocoon                                                                           | 론 하워드          |
| 1985 | 표적 Target                                                                           | 아서 펜            |
| 1988 | 코쿤 2 Cocoon: The Return                                                             | 대니얼 피트리      |
| 1989 | 드라이빙 미스 데이지 Driving Miss Daisy                                               | 브루스 베러스퍼드  |
| 1991 | 러시 Rush                                                                             | 릴리 피니 재넉     |
| 1993 | 동반자 Rich in Love                                                                   | 브루스 베러스퍼드  |
| 1994 | 탐정 포그와 애완견 애꾸 Clean Slate                                                   | 믹 잭슨            |
| 1995 | 와일드 빌 Wild Bill (1995 film)                                                       | 월터 힐            |
| 1996 | 멀홀랜드 폴스 Mulholland Falls                                                        | 리 타마호리        |
| 1996 | 체인 리액션 Chain Reaction                                                            | 앤드루 데이비스    |
| 1998 | 딥 임팩트 Deep Impact                                                                 | 미미 레더          |
| 1999 | 트루 크라임 True Crime                                                                | 클린트 이스트우드  |
| 2000 | 룰스 오브 인게이지먼트 Rules of Engagement                                            | 윌리엄 프리드킨    |
| 2001 | 혹성탈출 Planet of the Apes                                                           | 팀 버튼            |
| 2002 | 레인 오브 파이어 Reign of Fire                                                        | 롭 보먼            |
| 2002 | 로드 투 퍼디션 Road to Perdition                                                      | 샘 멘디스          |
| 2003 | 빅 피쉬 Big Fish                                                                      | 팀 버튼            |
| 2005 | 찰리와 초콜릿 공장 Charlie and the Chocolate Factory                                  | 팀 버튼            |
| 2001 | 스위니 토드: 어느 잔혹한 이발사 이야기 Sweeney Todd: The Demon Barber of Fleet Street | 팀 버튼            |
| 2008 | 예스 맨 Yes Man                                                                       | 페이턴 리드        |
| 2010 | 이상한 나라의 앨리스 Alice in Wonderland                                              | 팀 버튼            |
| 2010 | 타이탄 Clash of the Titans                                                            | 루이 르테리에      |
| 2012 | 다크 섀도우 Dark Shadows                                                              | 팀 버튼            |
| 2014 | 말레피센트 Maleficent                                                                 | 로버트 스트롬버그  |